# Armenis de Kuwait
Els armenis de Kuwait són persones d'origen armeni que viuen a Kuwait. Amb dades de 2013, hi ha hagut un increment gran de la població i ara els armenis són 6.000. Abans de la Guerra del Golf la població armènia va assolir el seu màxim de 12.000. Però després de les invasions iraquianes el nombre d'armenis residents al Kuwait va disminuir de forma important fins a únicament 500, ja que van deixar el país.

## Història
La primera presència coneguda d'armenis al Kuwait és del final de la dècada de 1890, al final del segle xix. La presència armènia més notòria al Kuwait es va produir immediatament després de l'auge del nacionalisme a Síria i Egipte durant la dècada de 1950 i de 1960.
La primera onada d'immigrants armenis a Kuwait eren persones intentant escapar la inestabilitat d'altres països àrabs. Eren principalment treballadors qualificats d'Alep que van trobar feina a la indústria lleugera, reparació d'automòbils, fontaneria, electricitat i el sector de serveis.
A la meitat de la dècada de 1980, aquesta població armènia de Kuwait va assolir el seu màxim de 12.000. Durant i després de l'operació tempesta del desert la població va disminuir i els armenis van emigrar a Nord-amèrica. Amb dades de 2013, hi ha 6.000 armenis a Kuwait.
Com a resultat del Genocidi armeni, molts supervivents van ser forçats a radicar-se primer al proper orient, incloent-hi Líban, Síria, Egipte i Iraq. El 1958, la primera onada de nacionalisme àrab va aparèixer a Síria i Egipte. Això va crear inestabilitat en les comunitats armènies d'aquests països. L'establiment de la República Àrab Unida va provocar un èxode massiu d'armenis cap al Líban (des de Síria) i al Canadà i els Estats Units d'Amèrica (des d'Egipte). Alguns dels armenis de Síria van emigrar a Kuwait, quan encara era mandat britànic.
Un nombre considerable d'armenis de l'Iran residien a Kuwait tan aviat com els inicis de la dècada de 1960. Abans de la primera guerra del Golf el seu nombre fàcilment excedia els milers. La població armènia va disminuir dràsticament durant la guerra. Després de la guerra, alguns d'ells van retornar al Kuwait.
Una nova immigració d'armenis joves van crear la necessitat d'establir una escola armènia a Kuwait, cosa que va ser promoguda per Vigen Shagzo (àlias Viken Shaghzoian). El 1960, els fundadors Vigen i Ashavir Shaghzo i la comunitat armènia van establir la primera escola i església armènia a Kuwait. A mitjan dècada de 1980, la comunitat armenia comptava amb unes 12.000 persones.

## Els armenis durant la invasió iraquí
L'agost de 1990, l'Iraq va declarar la guerra i va invadir Kuwait, el seu petit veí. Durant aquest temps, molts armenis del Kuwait van fugir a països àrabs limítrofs com ara Síria, Líban i en general als països del Golf Pèrsic. Altres armenis van fugir a Bagdad en cotxe, des d'on van fugir a Síria.
La resta d'armenis eren principalment treballadors que no tenien manera d'escapar. Durant la invasió, l'escola i església armènia van tancar i van ser custordiades per evitar que els atacs dels saquejadors a les institucions. Les institucions armènies van romandre sense atacs durant la guerra.
Després que els iraquians van ser expulsats del Kuwait per les forces de la coalició, la comunitat armènia havia disminuït pràcticament a 500 armenis. La guerra també va promoure l'èxode massiu dels armenis de Kuwait a països de Nord-amèrica tals com el Canadà i els Estats Units.

## Restabliment de la comunitat armènia de Kuwait
La població armènia de Kuwait ha crescut lentament des del final de la primera Guerra del Golf. La població ara compta amb uns 2.500 armenis.
Avui en dia, l'escola armènia de Kuwait allotja nens des de l'educació infantil fins al 12è grau. L'escola, l'única institució estrangera a la qual es permet incorporar la religió al currículum, té ara uns 300 estudiants, i un personal de 25 professors a temps complet, incloent-hi 17 armenis.
Això és certament més reduït que abans de la guerra quan l'escola tenia uns 700 alumnes. La comunitat armènia s'està reconstruint lentament per intentar apropar-se als seus millors temps durant la meitat de la dècada de 1980.

## Religió
La major part de la població armènia pertany a l'Església Apostòlica Armènia i està sota la jurisdicció del Patriarcat Armeni de Sis. Kuwait forma part de la prelacia de Kuwait i el Golf Pèrsic establerta per la Seu de Silícia (també coneguda com la Seu Catòlica de Gran Casa de Silícia), amb oficina central al mateix Kuwait.